# Похоронное дело в России

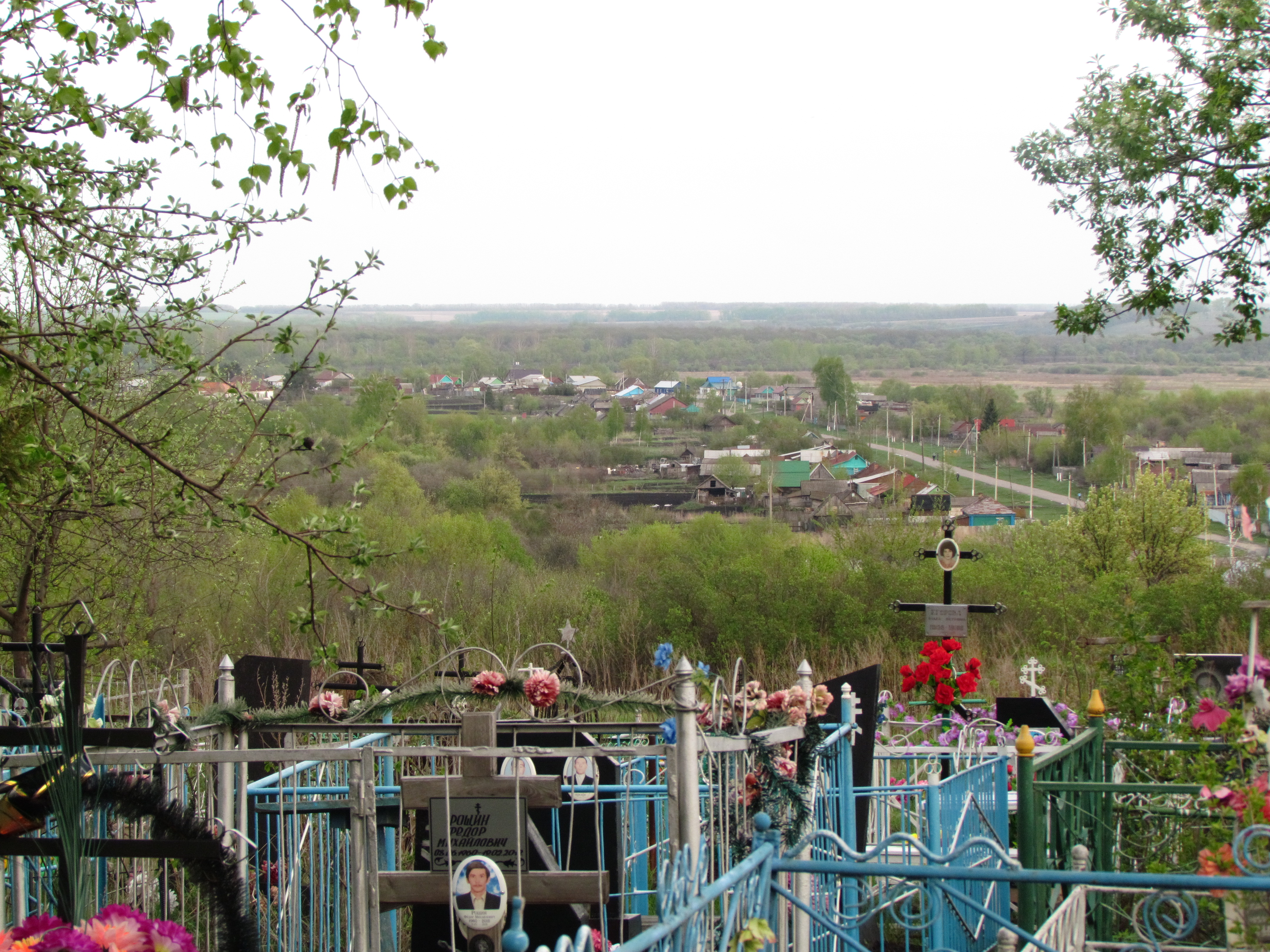
Кладбище, Пензенская область

Похоронное дело в России определяется как «самостоятельный вид деятельности, направленный на оказание похоронных и мемориальных услуг населению с учетом социальных, экономических, этико-моральных, историко-культурных, религиозных, экологических, технологических факторов, связанный с созданием и эксплуатацией объектов похоронного назначения».

## Рынок ритуальных услуг
В отличие от западных стран, со сложившейся, эволюционно развивающейся традицией похоронного дела, в России имеется несколько принципиальных отличий. По мнению ряда исследователей, в России полностью отсутствует «регулирование рынка ритуальных услуг со стороны государства». Регламентирование и регулирование похоронной сферы государством практически не производилось ни в советское, ни в настоящее время. Отсутствие четкого регламентирования и регулирования приводит к тому, что «в России нет единой системы статистики и учёта того, кто и где захоронен, и нет органов и структур, отвечающих за функционирование кладбищ (де-юре эту ответственность должны нести муниципалитеты). Ни одна структура в России не даст ответы на вопросы о том, сколько кладбищ существует на территории страны, сколько на них захоронено людей и, самое главное, кто именно». Численность кладбищ по оценкам разных специалистов сильно различается: "по подсчетам В. Н. Лексина, к началу XXI в. в России было не менее 100 тыс. кладбищ, хотя бы за несколькими могилами на которых еще присматривали родственники или близкие, а относительно благоустроенных — около 60 тыс. Заместитель министра строительства и ЖКХ РФ А. В. Чибис в середине 2014 г. (когда Минстрою поручили курировать сферу похоронных услуг) отметил, что «никто не знает точного количества кладбищ — оценки разнятся от 30 до 70 тыс., многие из кладбищ давно заброшены». Проблема бесхозяйного имущества (например, когда кладбище не поставлено на кадастровый учет, но захоронения на нем проводятся), по мнению социолога Ольги Моляренко, приводит к перебоям с бюджетным финансированием кладбищ — если оно не поставлено на кадастровый учет, то и содержаться из бюджета не может.
Похоронное дело в России сильно мифологизировано и в сознании обывателей связано с отрицательными стереотипами: коррупция, мафия, вымогательство, продажа личных данных ритуальным конторам и т. п.
Кроме того, социолог Сергей Мохов — главный редактор журнала «Археология русской смерти», руководитель проекта фонда поддержки социальных исследователей «Хамовники» «Неформальные практики в похоронном деле в Центральной России: акторы и стратегии взаимодействия» отмечает, что в России отсутствует структурное деление на похоронную индустрию (производство похоронных принадлежностей, перевозка и сохранение тел, аренда помещений) и сам рынок ритуальных услуг (производство захоронений), как и разделение между государственным и частным сегментом этого бизнеса. В качестве основных акторов похоронного дела в России исследователи выделяют представителей органов власти, сотрудников ритуальных компаний, "работников моргов, санитаров, полицейских и многих других участников теневых и неформальных экономических практик.
Сергей Мохов предлагает рассматривать похоронное дело через широко понимаемую инфраструктуру: «работники силовых структур, моргов, представители медицины, работники кладбищ и сами материальные объекты — кладбища, морги, дороги, катафальный транспорт и т. д.». Основная цель акторов — получение выгоды «из доступа к инфраструктуре: кладбищу, моргу, перевозке тела».
Отечественный рынок ритуальных услуг, по мнению социолога Сергея Мохова, отличает "слабая и даже стихийная институционализация; превалирование теневых и неформальных практик. Однако, эти «стихийная институционализация» воспринимается участниками как сильная сторона рынка: такой бизнес нельзя захватить, работа похоронного агентства строится на личных связях и договоренностях, постоянно меняющиеся правила игры позволяют гибко менять цены и извлекать прибыль из сложных ситуаций: «Мерцающая институционализация, стихийность бизнес-процессов, отсутствие собственной инфраструктуры позволяет развиваться похоронному делу как агентской услуге по продаже доступа к инфраструктуре, где сама инфраструктура должна оставаться в слабом техническом состоянии». «До сих пор современные российские похороны на 90 % состоят из решения инфраструктурных проблем. Кладбище затопило, могилу нельзя выкопать, священник не приехал вовремя, тело в морге не отдали, катафалк застрял по дороге, бензина не хватило. В результате все три дня похорон — это своего рода „квест“ по решению инфраструктурных проблем».

## Социальные похороны
Социальные похороны — это похороны человека, которые полностью или частично оплачиваются из государственного бюджета. Их также называют безвозмездными, а также бесплатными или за счёт госбюджета.
Виды льгот, а также категории граждан Российской Федерации, для которых предусмотрены такие похороны, прописаны в федеральном законе N 8-ФЗ от 1996 года «О погребении и похоронном деле». Для организации социальных похорон действует гарантированный перечень услуг по погребению. Услуги и товары сверх этого перечня оплачиваются отдельно. Родственники умершего имеют возможность получить социальное пособие на погребение и самостоятельно организовать погребение, чтобы похороны человека были не такими скромными, как социальные.
Совершенно безвозмездные социальные похороны за счёт государства выполняются для следующих категорий граждан:
- ребёнок, рождённый мёртвым, на сроке беременности 154 дня и более;
- ветераны Великой Отечественной войны;
- пенсионеры и лица, официально числившиеся безработными;
- инвалиды I, II и III групп;
- умершие, не имевшие родственников.